# سیگولدا
سیگولدا (به آلمانی: Segewold) شهرکی در لتونی با جمعیت ۱۶٬۶۷۹(۸۶٪ لتونیایی) نفر است که در sigulda municipality واقع شده‌است.